# Cho Chang
Cho Chang este un personaj fictiv din cărțile scrise de J. K. Rowling. În ecranizările romanelor, rolul lui Cho Chang a fost jucat de Katie Leung.

## Descriere
Cho Chang e o coreeancă, cu păr întins de culoare închisă, fața rotundă și ochi căprui.
Cho a fost iubita lui Cedric Diggory și a fost foarte îndurerată când a auzit că este mort. Este populară. De fiecare dată când Harry încerca să-i vorbească (Harry era îndrăgostit de Cho), ea era printre prietene. Peste un timp, după moartea lui Cedric, Cho s-a îndrăgostit și ea de Harry. Avea momente când îl întreba pe Harry de Cedric. Deși nu-i plăcea să vorbească despre asta, Harry îi spunea, neînțelegând de ce voia să vorbească de acest moment groaznic. De Sfântul Valentin, Harry și-a dat întâlnire cu ea la un bar din Hogsmeade. Harry trebuia să ajungă la barul ,,Trei mături" pentru a discuta cu Hermione despre ultimele informații aflate despre Cap-de-Mort. La auzul acestor cuvine, Cho a crezut că Hermione era iubita lui Harry și nu au mai fost prieteni.